# Lincoln University (Neuseeland)

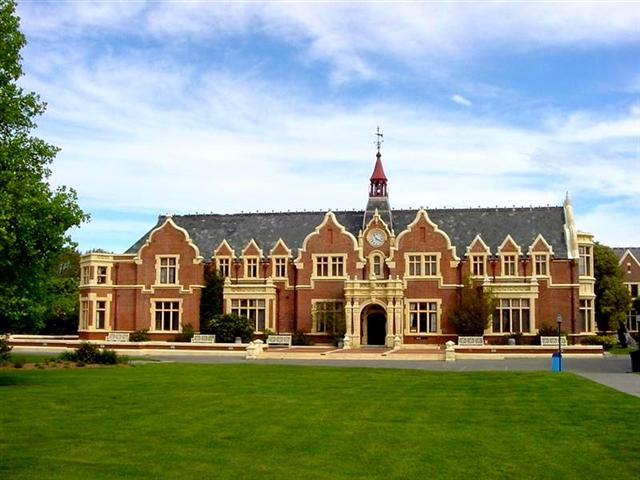
Bibliothek der Lincoln University

Die Lincoln University (Maori Te Whare Wānaka o Aoraki) in der Stadt Lincoln im Selwyn District ist die drittälteste Universität Neuseelands.

## Geographie
Die Universität befindet sich im östlichen Teil der Stadt Lincoln im Kreuzungsbereich Ellesmere Junction Road/Springs Road, rund 20 km südwestlich vom Stadtzentrum von Christchurch entfernt.

## Geschichte
Die Lincoln University wurde 1878 unter der Bezeichnung School of Agriculture (Schule für Landwirtschaft) gegründet und war ursprünglich dem Canterbury College angegliedert. 1961 wurde die Bildungseinrichtung in Lincoln College umbenannt. 1990 wurde das College schließlich eigenständig und wurde in Lincoln University umbenannt. Die Universität ist Mitglied der Euroleague for Life Sciences.

## Fakultäten
- Agriculture and Life Sciences
- Commerce
- Environment, Society and Design